# Barzan
Pour les articles homonymes, voir Barzan.
Barzan est une commune du Sud-Ouest de la France située dans le département de la Charente-Maritime, en région Nouvelle-Aquitaine. Ses habitants sont appelés les Barzanais et les Barzanaises.
La commune abrite le site gallo-romain de Barzan, site archéologique majeur, faisant l'objet de fouilles structurées depuis 1994. Les photographies aériennes et les premières fouilles archéologiques ont révélé la présence d'une ville portuaire gallo-romaine de grande importance (temple gallo-romain monumental, thermes, forum, théâtre...). D'autres vestiges font l'objet de fouilles annuelles.
Il semble presque certain que cette ville gallo-romaine soit la Novioregum indiquée dans l'itinéraire d'Antonin. Cette ville pourrait également être le Portus Santonum (port des Santons) décrit par Ptolémée.

## Géographie

### Localisation et accès

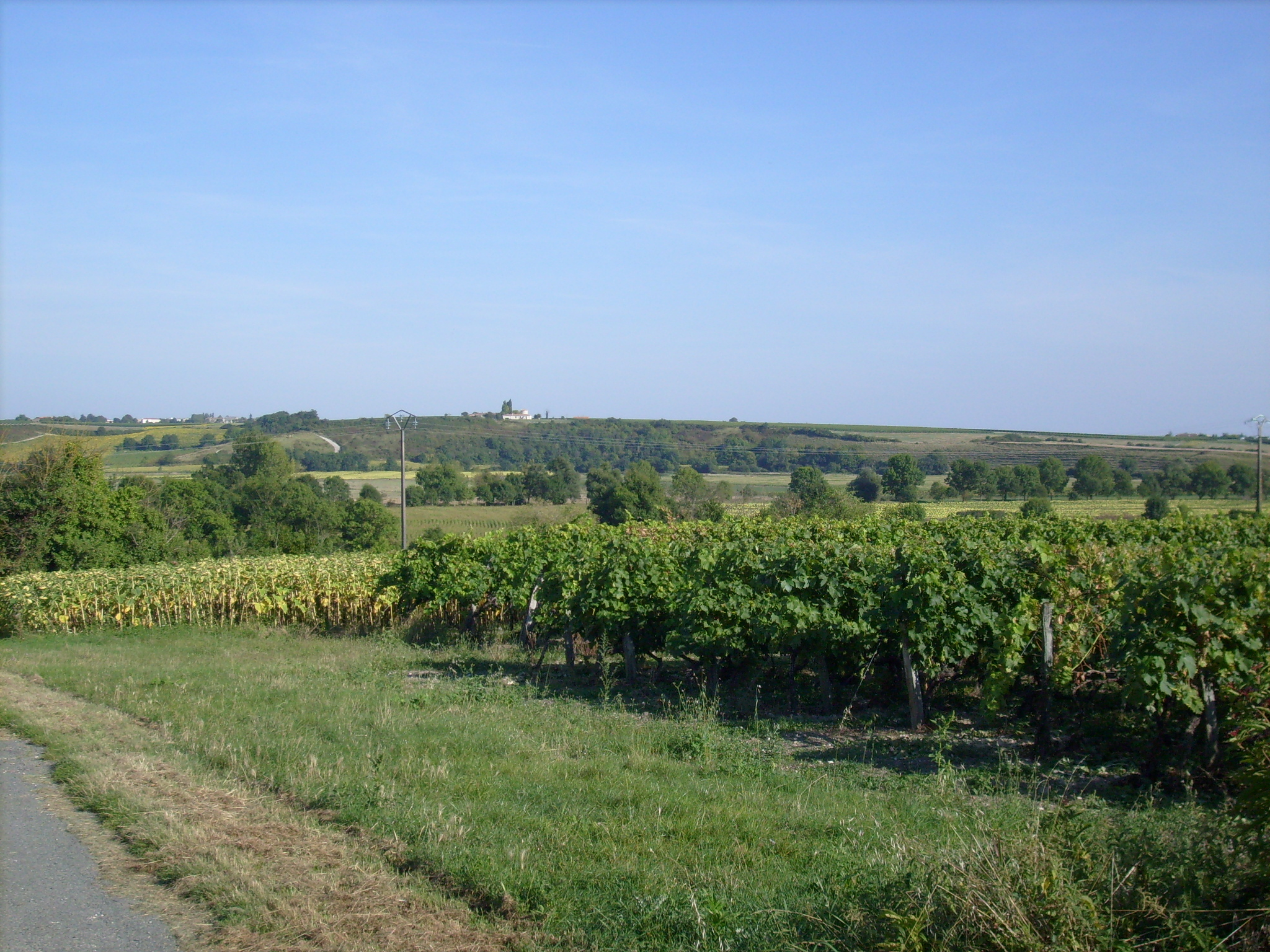
Paysage vallonné autour de Barzan.

La commune de Barzan se situe dans le Sud-Ouest du département de la Charente-Maritime, en région Nouvelle-Aquitaine, dans l'ancienne province de Saintonge. Appartenant au Midi atlantique, au cœur de l'arc atlantique, elle peut être rattachée à deux grands ensembles géographiques, le Grand Ouest français et le Grand Sud-Ouest français.
Cette petite commune agricole est traversée par deux axes principaux : le plus important est la D 145, plus connue sous le nom de route verte. Il s'agit d'un itinéraire touristique reliant Royan à Bordeaux, en longeant l'estuaire de la Gironde. La D 114 coupe également la commune du nord au sud, reliant les bourgs de Barzan et d'Arces.

### Lieux-dits et hameaux
La commune est composée du village de Barzan et de son pendant Barzan-plage, qui est un petit complexe balnéaire réalisé au cours de la décennie 1960-1970. Deux hameaux d'une certaine importance sont situés sur le territoire de la commune : le principal est le port des Monards, traversé par le chenal de Moque-souris. Ce port est une ancienne station de pilotage qui abrite aujourd'hui encore de nombreuses embarcations de pêche traditionnelle. Le second, appelé Les Maisons-Neuves, est situé au nord-ouest de la commune, et marque la frontière avec la commune voisine d'Arces-sur-Gironde. Plusieurs lieux-dits, tels Chez Garnier ou Chez Grenon, se sont constitués autour d'anciennes exploitations agricoles.

### Communes limitrophes
| Talmont-sur-Gironde             | Arces                          |                            |
| Saint-Vivien-de-Médoc (Gironde) | Barzan                         | Épargnes                   |
|                                 | Jau-Dignac-et-Loirac (Gironde) | Chenac-Saint-Seurin-d'Uzet |

Les communes de Saint-Vivien-de-Médoc et Jau-Dignac-et-Loirac sont sur la rive gauche de l'estuaire de la Gironde.

### Géologie et relief

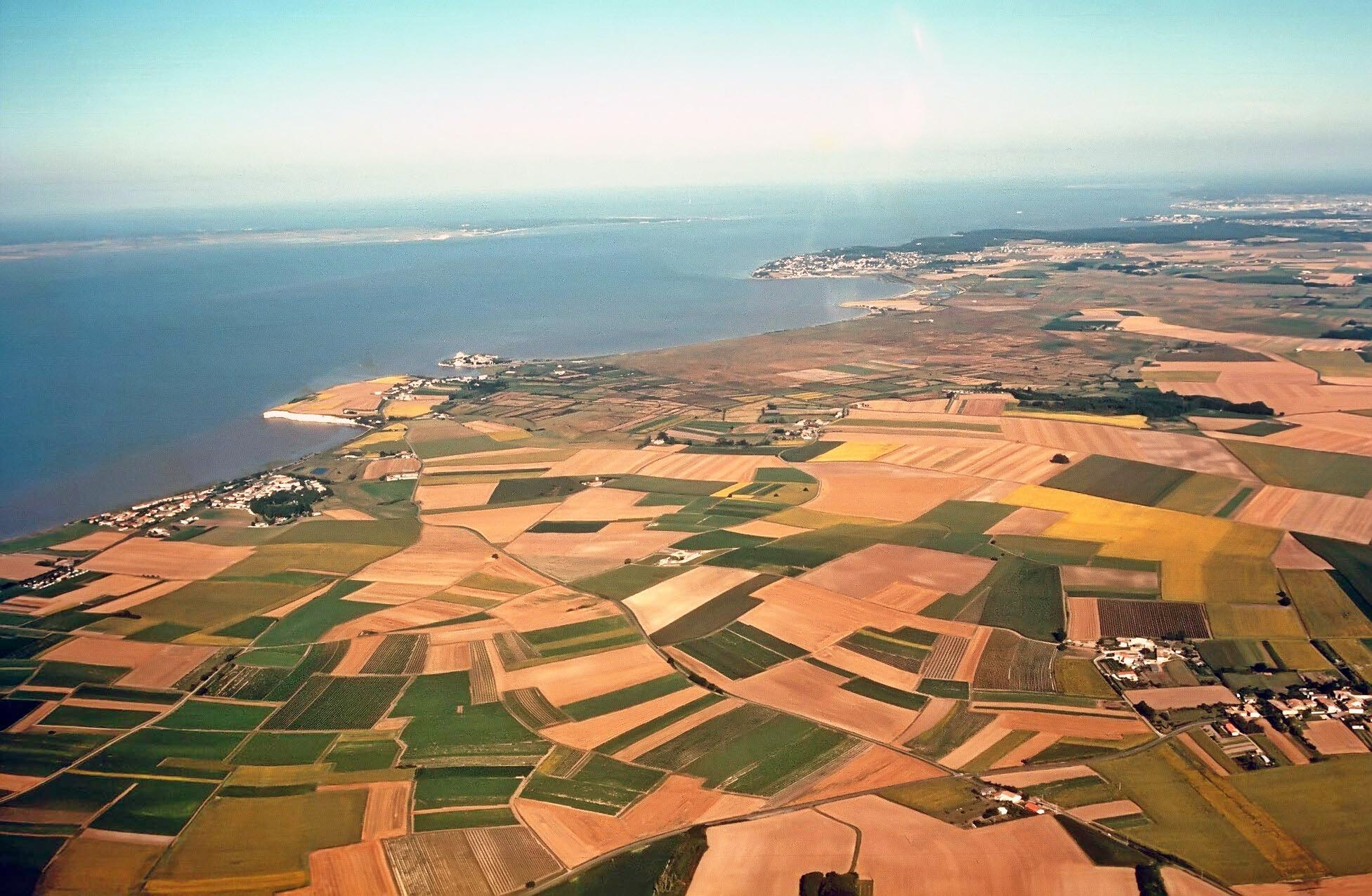
Vue aérienne du territoire communal.

Le village s'est développé au cœur d'une région de collines calcaires dominant l'estuaire de la Gironde. Le littoral, qui s'étend depuis la baie de Chant-Dorat, à l'ouest de la commune, jusqu'au chenal des Monards, au sud, est formé pour l'essentiel d'une alternance d'estrans vaseux et de falaises calcaires relativement érodées, lesquelles sont qualifiées de mortes dans la partie méridionale de la commune. Ce terme s'explique par le recul progressif du rivage et un envasement partiel de l'estuaire à cet endroit, qui laisse les falaises, autrefois battues par les flots, à plusieurs centaines de mètres des eaux de l'estuaire, au milieu de zones marécageuses. Ce type de paysage, que l'on retrouve surtout non loin de Mortagne-sur-Gironde, marque le début de ce que l'on appelle parfois la Camargue charentaise. Au nord-ouest de la commune, la falaise du Caillaud marque la limite avec la commune de Talmont-sur-Gironde.

### Végétation
La commune, peu boisée, compte néanmoins une forêt, tapissant le vallon de la Font-Vieille.
Les paysages sont fortement marqués par la culture des céréales, - spécialement blé et maïs - ainsi que par la viticulture : les vignes qui s'étendent sur les coteaux servent notamment à la production de cognac (la commune est classée parmi les « Bons bois ») ainsi qu'à la production de vin de pays charentais (dits du Talmonais).

### Hydrographie
La commune, limitée dans sa partie sud-ouest par l'estuaire de la Gironde, est traversée par plusieurs ruisseaux et chenaux, de taille et de débit très variables. Le principal est le chenal de Moque-souris, qui se jette dans la Gironde au niveau du port des Monards.
La commune est limitée à l'est par les ruisseaux le Désir et le Rambaud, qui s'étendent en partie sur la commune voisine d'Arces.
- Rivière De Chauvignac

### Climat
Le climat est de type océanique aquitain : la pluviométrie est relativement élevée en automne et en hiver et les hivers sont doux. L'été reste tempéré grâce à la brise marine. Deux vents venant de l'océan, le noroît et le suroît, soufflent sur les côtes du département. L'ensoleillement de la côte charentaise est très important : avec 2250 heures par an, il est comparable à celui que connaît une partie de la côte méditerranéenne.

#### Données générales
| Ville             | Ensoleillement · (h/an) | Pluie · (mm/an) | Neige · (j/an) | Orage · (j/an) | Brouillard · (j/an) |
| ----------------- | ----------------------- | --------------- | -------------- | -------------- | ------------------- |
| Médiane nationale | 1 852                   | 835             | 16             | 25             | 50                  |
| Barzan            | 2250                    | 755             | 4              | 13             | 26                  |
| Paris             | 1 717                   | 634             | 13             | 20             | 26                  |
| Nice              | 2 760                   | 791             | 1              | 28             | 2                   |
| Strasbourg        | 1 747                   | 636             | 26             | 28             | 69                  |
| Brest             | 1 555                   | 1 230           | 6              | 12             | 78                  |
| Bordeaux          | 2 070                   | 987             | 3              | 32             | 78                  |

| Mois                              | jan. | fév. | mars | avril | mai  | juin | jui. | août | sep. | oct. | nov. | déc. | année |
| --------------------------------- | ---- | ---- | ---- | ----- | ---- | ---- | ---- | ---- | ---- | ---- | ---- | ---- | ----- |
| Température minimale moyenne (°C) | 3,4  | 2,8  | 5,4  | 7,4   | 10,7 | 13,7 | 15,8 | 15,7 | 13,7 | 10,5 | 6,3  | 3,9  | 9,2   |
| Température moyenne (°C)          | 5,9  | 6,9  | 8,7  | 11,1  | 14,3 | 17,5 | 19,8 | 19,6 | 17,8 | 14,2 | 9,4  | 6,6  | 12,7  |
| Température maximale moyenne (°C) | 8,5  | 9,9  | 12,1 | 14,7  | 17,9 | 21,3 | 23,8 | 23,5 | 21,8 | 18   | 12,6 | 9,2  | 16,1  |
| Ensoleillement (h)                | 84   | 111  | 174  | 212   | 239  | 272  | 305  | 277  | 218  | 167  | 107  | 85   | 2 250 |
| Précipitations (mm)               | 82,5 | 66,1 | 57   | 52,7  | 61,1 | 42,9 | 35,1 | 46,4 | 56,5 | 81,6 | 91,8 | 81,8 | 755,3 |

#### Tempête de décembre 1999
La Charente-Maritime est le département français qui a été le plus durement touché par l'ouragan Martin du 27 décembre 1999. Les records nationaux de vents enregistrés ont été atteints avec 198 km/h sur l'île d'Oléron et 194 km/h à Royan.
Des témoins ont rapporté que pendant plusieurs jours, les eaux de la Gironde ont envahi les marais et les terres basses de Barzan, révélant le tracé ancien de la côte, dont l'emplacement probable du port gallo-romain (lotissement de Barzan-Plage, très sévèrement inondé).

## Urbanisme

### Typologie
Au 1er janvier 2024, Barzan est catégorisée commune rurale à habitat dispersé, selon la nouvelle grille communale de densité à 7 niveaux définie par l'Insee en 2022.
Elle est située hors unité urbaine. Par ailleurs la commune fait partie de l'aire d'attraction de Royan, dont elle est une commune de la couronne,. Cette aire, qui regroupe 26 communes, est catégorisée dans les aires de 50 000 à moins de 200 000 habitants,.
La commune, bordée par l'estuaire de la Gironde, est également une commune littorale au sens de la loi du 3 janvier 1986, dite loi littoral. Des dispositions spécifiques d’urbanisme s’y appliquent dès lors afin de préserver les espaces naturels, les sites, les paysages et l’équilibre écologique du littoral, tel le principe d'inconstructibilité, en dehors des espaces urbanisés, sur la bande littorale des 100 mètres, ou plus si le plan local d’urbanisme le prévoit.

### Occupation des sols
L'occupation des sols de la commune, telle qu'elle ressort de la base de données européenne d’occupation biophysique des sols Corine Land Cover (CLC), est marquée par l'importance des territoires agricoles (27,5 % en 2018), une proportion identique à celle de 1990 (27,5 %). La répartition détaillée en 2018 est la suivante : 
eaux maritimes (65,3 %), terres arables (12,1 %), zones agricoles hétérogènes (8,5 %), cultures permanentes (6,9 %), zones humides côtières (6,3 %), forêts (1 %). L'évolution de l’occupation des sols de la commune et de ses infrastructures peut être observée sur les différentes représentations cartographiques du territoire : la carte de Cassini (XVIIIe siècle), la carte d'état-major (1820-1866) et les cartes ou photos aériennes de l'IGN pour la période actuelle (1950 à aujourd'hui).

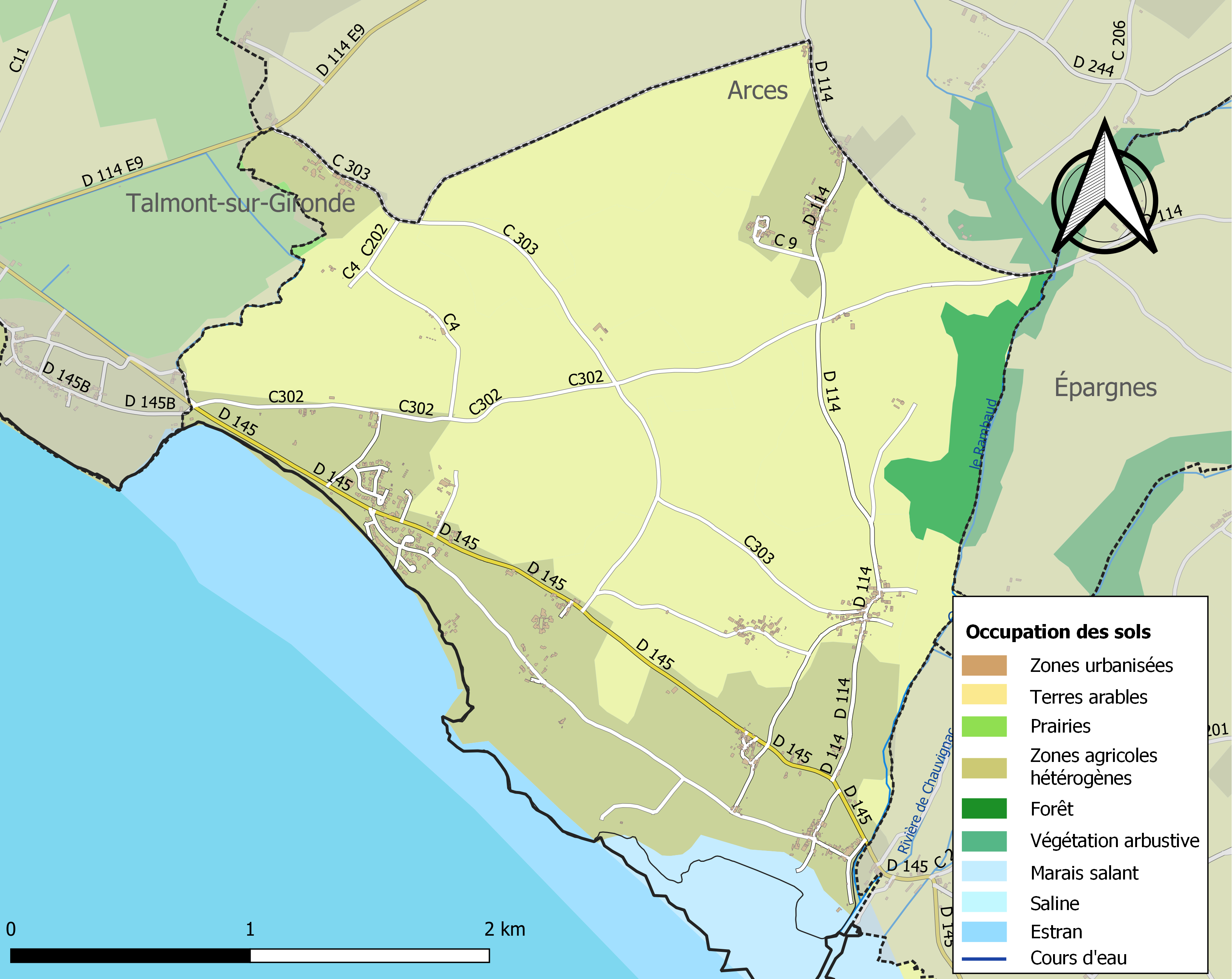
Carte des infrastructures et de l'occupation des sols de la commune en 2018 (CLC).

### Risques majeurs
Le territoire de la commune de Barzan est vulnérable à différents aléas naturels : météorologiques (tempête, orage, neige, grand froid, canicule ou sécheresse), inondations, mouvements de terrains et séisme (sismicité faible). Il est également exposé à un risque technologique,  le transport de matières dangereuses. Un site publié par le BRGM permet d'évaluer simplement et rapidement les risques d'un bien localisé soit par son adresse soit par le numéro de sa parcelle.

#### Risques naturels
Certaines parties du territoire communal sont susceptibles d’être affectées par le risque d’inondation par débordement de cours d'eau et par submersion marine. La commune a été reconnue en état de catastrophe naturelle au titre des dommages causés par les inondations et coulées de boue survenues en 1982, 1999 et 2010,.

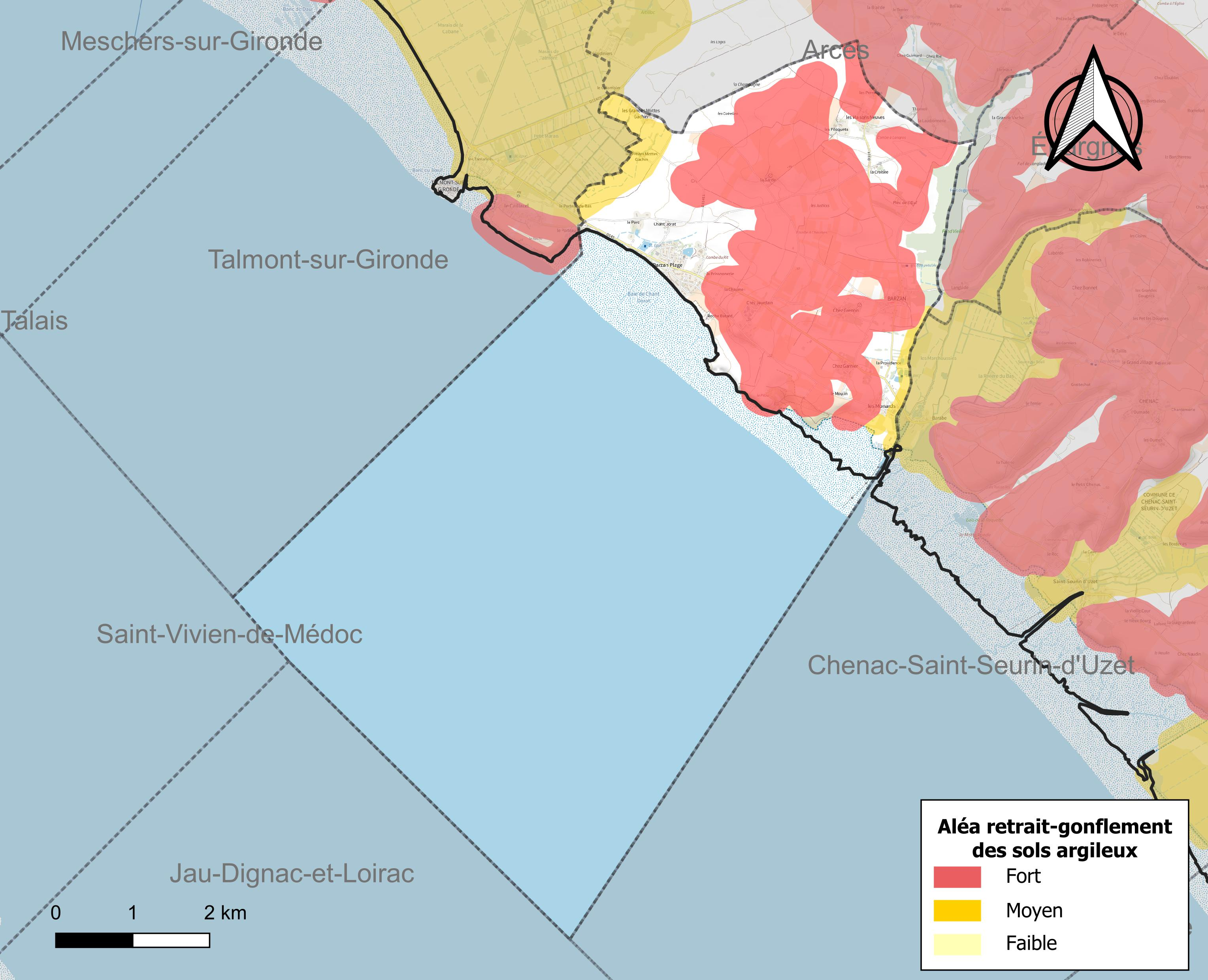
Carte des zones d'aléa retrait-gonflement des sols argileux de Barzan.

Les mouvements de terrains susceptibles de se produire sur la commune sont des tassements différentiels.
Le retrait-gonflement des sols argileux est susceptible d'engendrer des dommages importants aux bâtiments en cas d’alternance de périodes de sécheresse et de pluie. 20,6 % de la superficie communale est en aléa moyen ou fort (54,2 % au niveau départemental et 48,5 % au niveau national). Sur les 348 bâtiments dénombrés sur la commune en 2019,  177 sont en aléa moyen ou fort, soit 51 %, à comparer aux 57 % au niveau départemental et 54 % au niveau national. Une cartographie de l'exposition du territoire national au retrait gonflement des sols argileux est disponible sur le site du BRGM,.
Par ailleurs, afin de mieux appréhender le risque d’affaissement de terrain, l'inventaire national des cavités souterraines permet de localiser celles situées sur la commune.
Concernant les mouvements de terrains, la commune a été reconnue en état de catastrophe naturelle au titre des dommages causés par la sécheresse en 2005 et 2017 et par des mouvements de terrain en 1999 et 2010.

#### Risques technologiques
Le risque de transport de matières dangereuses sur la commune est lié à sa traversée par une ou des infrastructures routières ou ferroviaires importantes ou la présence d'une canalisation de transport d'hydrocarbures. Un accident se produisant sur de telles infrastructures est susceptible d’avoir des effets graves sur les biens, les personnes ou l'environnement, selon la nature du matériau transporté. Des dispositions d’urbanisme peuvent être préconisées en conséquence.

## Toponymie
Le nom de Barzan proviendrait du latin Barisiacum, formé d'après l'anthroponyme gallo-romain Barisii et le suffixe gallo-roman -acum, indiquant la propriété, traduit par le suffixe latin -anum. Il n'est pas possible d'établir de lien, autre que la ressemblance de nom, avec les Parisii. Au Moyen Âge, le village prit le nom de Barlan, puis de Balzan. Lors de l'érection du village en commune, le nom retenu fut Barzan.

## Histoire

### Des habitats préhistoriques

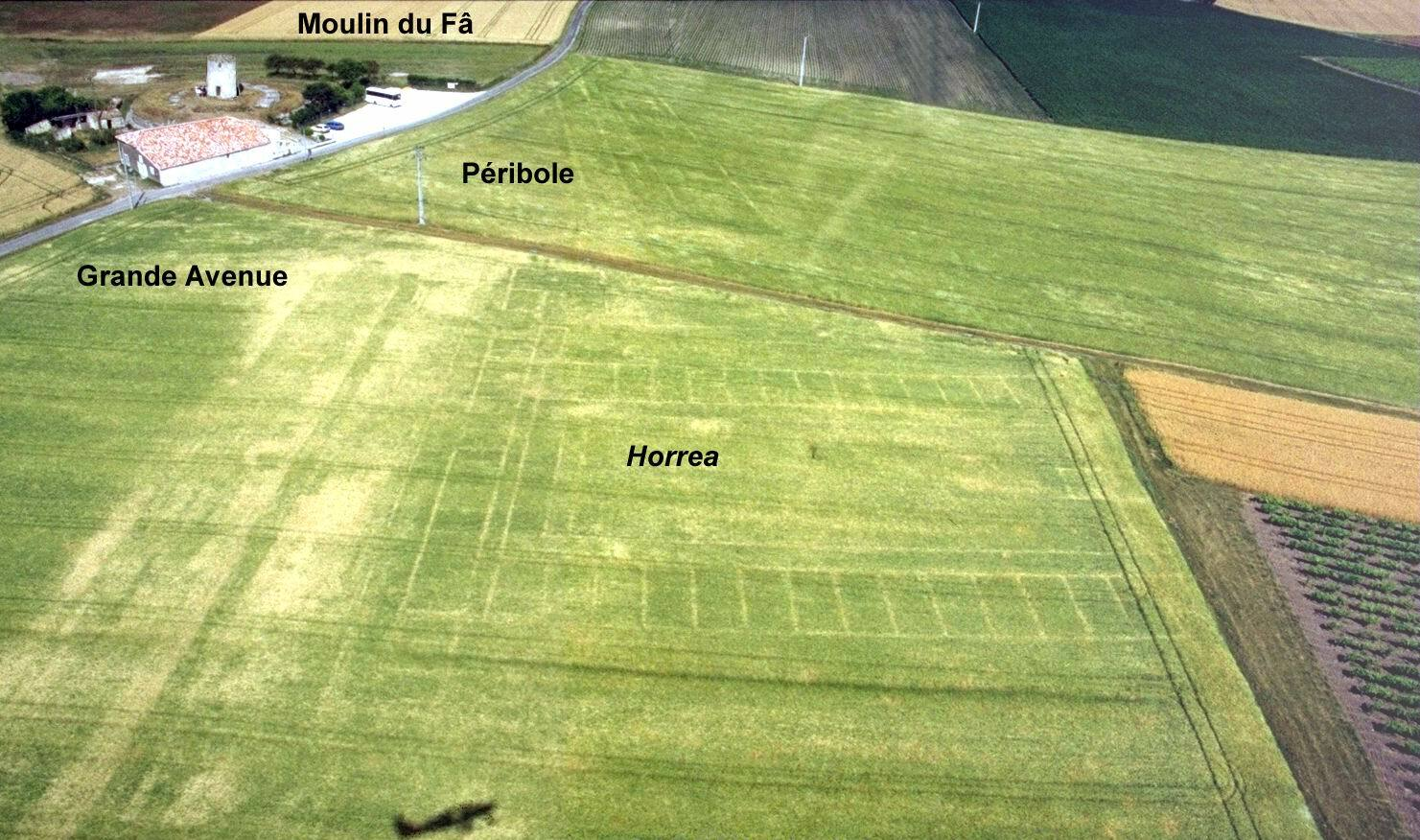
Vue aérienne du site du Fâ.

Le territoire communal a été occupé très tôt, au moins dès l'époque néolithique, ce qui est attesté par la découverte de nombreux vestiges en divers points de la commune, notamment à proximité de la colline de La Garde, un plateau surplombant l'estuaire de la Gironde. Dès 1877, Eutrope Jouan, un historien local, rapporte l'exhumation de fragments de haches polies et de pointes de flèches. Cette découverte est complétée presque un siècle plus tard, en 1970, par des restes de céramiques attribuées aux groupes des Matignons et des Peu-Richardiens,,. Des couches de cendres et des pierres de foyers retrouvées à proximité, ainsi que la présence d'une nécropole à quelques mètres du site, permettaient dès lors de prouver la présence d'un habitat à cet endroit, environ 3500 ans avant notre ère.
En 1975, une campagne de prospection aérienne menée par Jacques Dassié confirmera ce fait, et montrera en outre la présence de fortifications autour de ce camp, celles-ci étant principalement composées de fossés et d'entrées en chicane, un ingénieux dispositif exposant dangereusement les éventuels assaillants. Deux autres sites préhistoriques plus récents, datés de l'âge du bronze, ont été découverts dans la commune : l'un près du moulin du Fâ, l'autre sur le flanc nord-est de la colline de La Garde, à proximité du lieu-dit les Piloquets. Ce dernier fut découvert en 1980, lors de la plantation d'une vigne : il révéla notamment des céramiques et plusieurs haches et des bracelets du milieu de l'âge bronze, datés d'environ 1400 avant notre ère, actuellement exposés au musée de Royan.

### Une ville celte
Aux alentours du VIIe siècle avant notre ère, la Saintonge est habitée par un peuple celte, les Santons. Ceux-ci installent  leur capitale à Saintes. Les Santons s'installent sur le site du Fâ et y bâtissent le sanctuaire principal, lequel se situe sur une hauteur dominant l'estuaire de la Gironde. Ils fondent la ville, embryon de la métropole romaine qui s'étendra sur à cet endroit quelques siècles plus tard. Des prospections aériennes récentes ont par ailleurs révélé les traces de deux autres temples celtiques, localisés sur la colline de La Garde.
Une campagne de  fouilles entreprises sous la direction de Karine Robin de 1996 à 2002 a également permis de mettre au jour des céramiques gauloises et hispaniques datant du Ve siècle avant notre ère, ce qui permet d'envisager  la présence d'un port de commerce dès cette époque. Le fait que la Saintonge se soit située sur l'une des routes de l'étain, commerce particulièrement actif entre les Îles Britanniques (principalement la Cornouaille) et la mer Méditerranée à cette époque, permet d'envisager le transit de cette matière première indispensable à la fabrication du bronze par le port de l'antique cité, expliquant la relative prospérité de la ville avant même l'établissement de la domination romaine.

### L'âge d'or de la cité

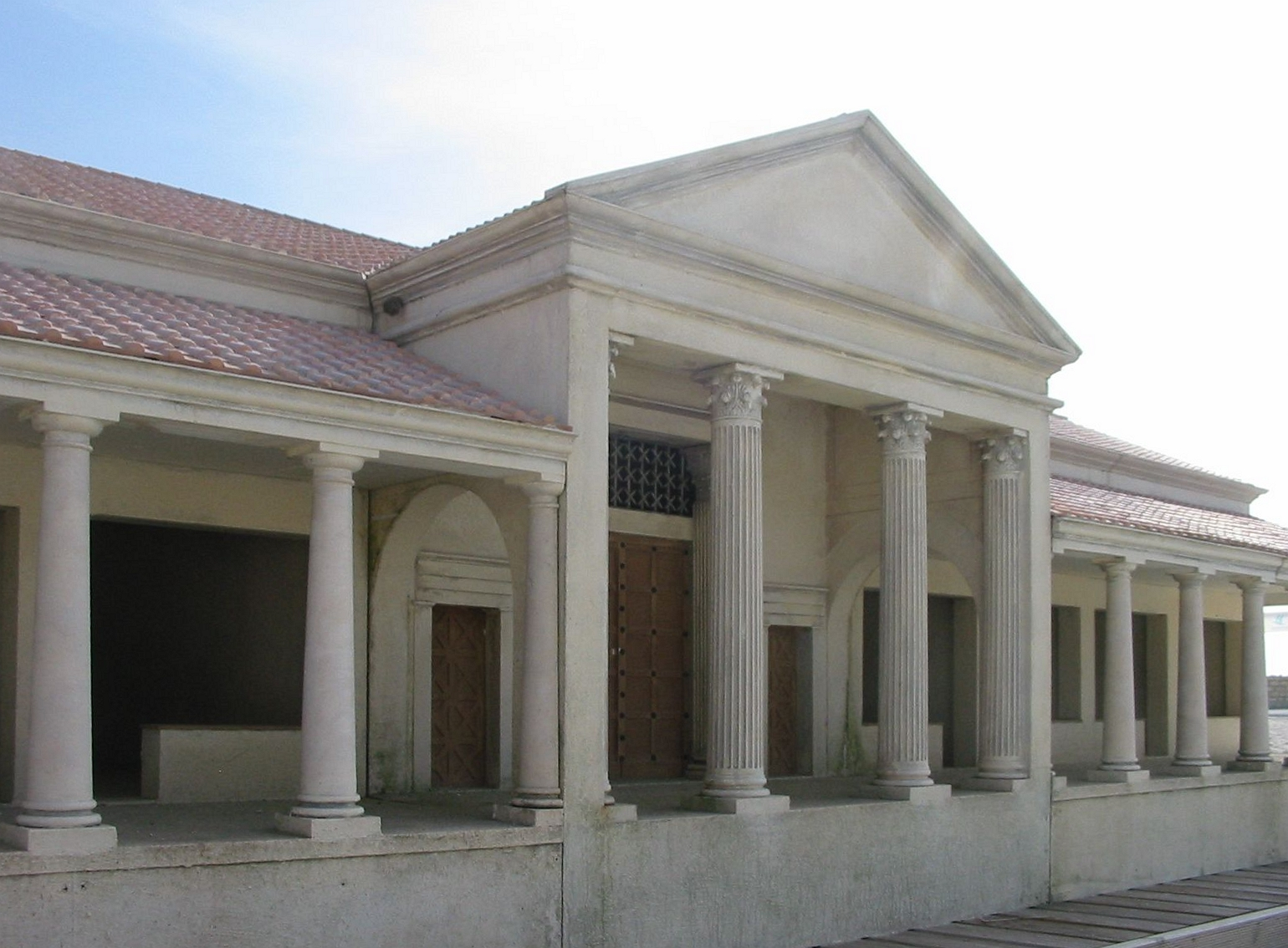
Maquette des thermes antiques.

La province des Santons est envahie par les Romains en 58 avant Jésus-Christ. C'est le début de l'âge d'or pour sa capitale, Mediolanum Santonum (Saintes), qui devient la première capitale de la province romaine d'Aquitaine. La ville de Novioregum est alors avant tout un emporium, c'est-à-dire un comptoir commercial, ce qui s'explique aisément par sa situation géographique, non loin de l'embouchure de la Gironde. Les premières constructions importantes furent probablement édifiées sous les Flaviens (de 69 à 96), comme l'attestent des restes de statues ainsi que plusieurs chapiteaux corinthiens datant de cette époque. Néanmoins, la ville semble avoir connu son âge d'or vers le IIe siècle, sous le règne des Antonins. La ville se pare de monuments importants : théâtre, avenues, port et entrepôts. Les thermes sont agrandis. La ville, prospère, est signalée par l'Itinéraire d'Antonin, publié au IIIe siècle de notre ère, sous le règne de l'empereur Dioclétien. Ce véritable guide de voyage avant l'heure situe Novioregum sur l'axe routier menant de Saintes à Bordeaux via Blaye, à 15 lieues de Saintes (environ 35 kilomètres) et 12 lieues de Tamnum, une cité située probablement près de Consac (environ 29 kilomètres). La ville est abandonnée vers le IVe siècle ou le Ve siècle, sans que l'on sache véritablement pour quelles raisons. La théorie de l'envasement du port est envisagée, sans que de véritables preuves ne soient établies à l'heure actuelle. Ce phénomène fréquent dans la région, causera la perte, au XVIIe siècle, d'un autre grand port de la région : Brouage.

### Un village agricole
À l'aube du Moyen Âge, l'antique cité romaine devient une carrière de pierres. Des éléments décoratifs sont réemployés dans des maisons ou des églises de la région, et des fûts de colonnes romaines serviront longtemps de margelles pour les puits des villages environnants. Le village devient une modeste paroisse dépendante des châtellenies de Théon, Conteneuil ou Uzet. Une église romane est construite au XIIe siècle : mal entretenue, elle sera démolie au XIXe siècle. L'économie du village, tournée vers les cultures céréalières, explique la présence de plusieurs moulins. Au XVIIIe siècle, les activités viticoles deviendront prépondérantes, mais les ravages du phylloxera un siècle plus tard mettront un frein à cette activité, qui reste cependant toujours importante aujourd'hui.

### Des ruines qui intriguent

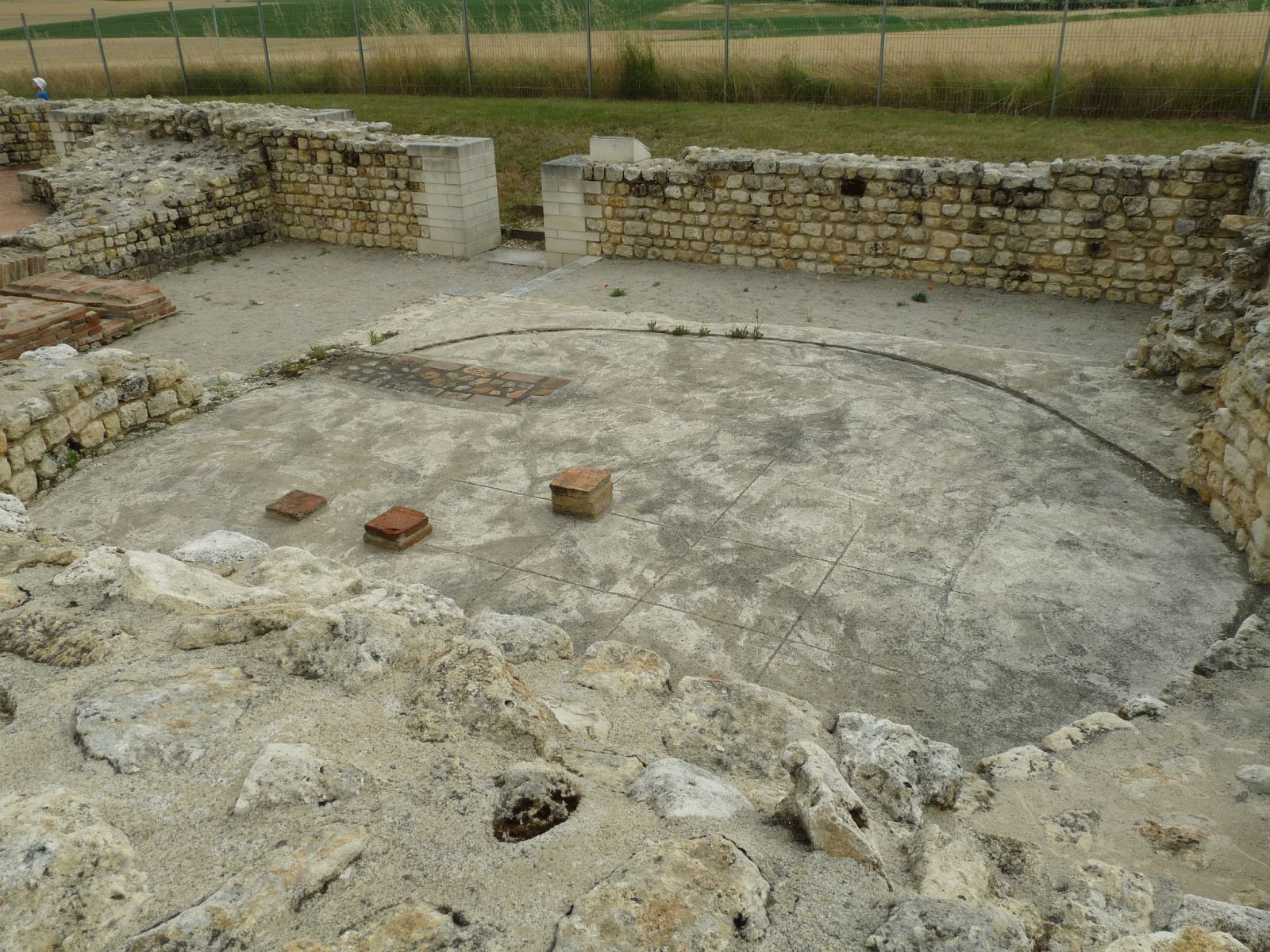
Vestiges du sudarium, l'une des salles des thermes que l'on pourrait assimiler au sauna moderne.

Longtemps, les ruines éparpillées aux alentours intriguèrent : en 1715, Claude Masse, ingénieur et géographe du Roi, responsable des provinces d'Aunis et de Saintonge, constate déjà leur présence lors d'un déplacement. À partir de 1921, de nombreuses fouilles archéologiques sont effectuées sur le site du Fâ. Entre 1921 et 1926, Léon Massiou, un érudit local auteur de plusieurs ouvrages d'histoire, effectue des fouilles sur le site du moulin du Fâ, aboutissant au classement du temple par les monuments historiques en 1937. De 1935 à 1957, Louis Basalo effectue également des fouilles, explorant un aqueduc au nord de la commune et fouillant les thermes. Cependant, c'est en 1975, à la faveur d'une importante sécheresse, que Jacques Dassié réalise des photographies aériennes dévoilant un site bien plus important que ce qui était soupçonné jusqu'alors. Sous les cultures et la végétation, ce n'est rien de moins qu'une ville de 140 hectares, comportant temples, thermes, théâtre, entrepôts, forum, habitations, avenues qui est dévoilée.
En 1994, le ministère de la Culture confie à Pierre Aupert, directeur de recherches au CNRS, les fouilles sur le sanctuaire du Fâ. Celles-ci révéleront notamment la construction de deux temples successifs, l'existence d'une vaste fosse - peut-être sacrificielle - et les repères de la construction du podium. En 1999, des sondages positifs ont été effectués par Laurence Tranoy au lieu-dit le Trésor, à l'emplacement de ce que l'on suppose avoir été le forum, au croisement du cardo maximus et du decumanus.
De 1998 à 2004, les fouilles des thermes romains, au nord du Fâ, sont conduites par Alain Bouet, maître de conférences HDR à l’université de Bordeaux et spécialiste de l'époque gallo-romaine. Celles-ci révèlent bientôt l'existence d'un des plus grands ensembles connus en Gaule à ce jour. Depuis 2005, le site des thermes est ouvert au public.

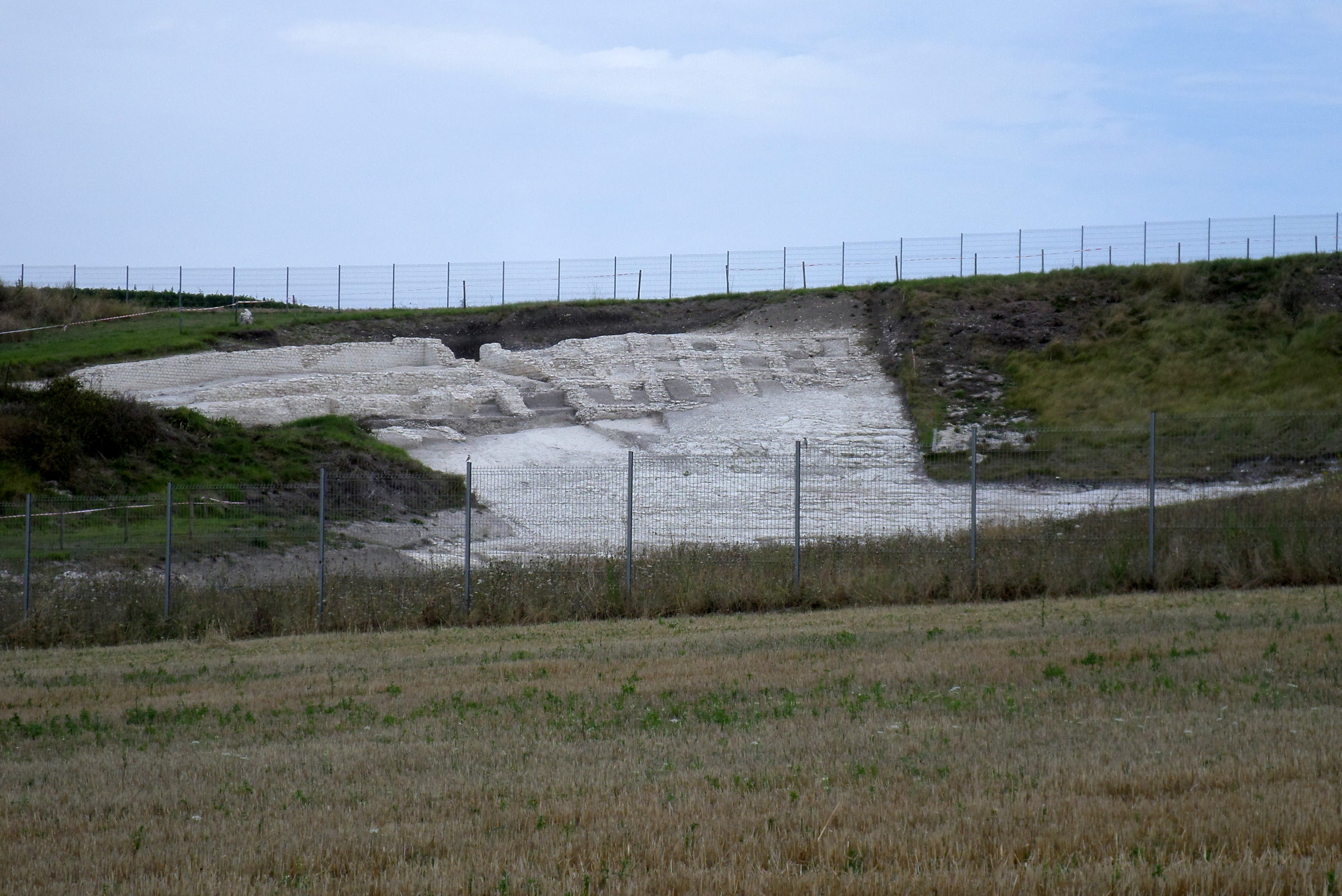
Les vestiges du théâtre gallo-romain

De 2003 à 2005, Alain Bouet participa également aux fouilles des entrepôts de stockage (les horrea) un peu au sud du sanctuaire du Fâ, révélant des magasins de grande dimension et l'importance du port antique. Une campagne de fouilles menées entre 2006 et 2008 sur le sanctuaire du Fâ ont également révélé les murs du péribole montrant les deux enceintes successives, dont la seconde, monumentale, mesurait environ 106 m × 92 m.
Reprises en 2007 par Graziella Tendron et Antoine Nadeau (EVEHA), les fouilles du théâtre, sur le site de La Garde, se sont déroulées jusqu'en 2017.
Quant à la Grande Avenue révélée par les photographies aériennes de Jacques Dassié, elle est étudiée dans le cadre de fouilles actuelles, conduites sous la direction de Laurence Tranoy (université de La Rochelle) et d'Emmanuel Moizan (INRAP), qui ont pour objectif de comprendre le plan de circulation de la ville antique. Les deux archéologues expliquent leur recherche dans un reportage consacré à l'une de ces campagnes de fouille (2008).

## Administration

### Administration municipale
De 1789 à 1799, en vertu de la loi du 14 décembre 1789, les agents municipaux (maires) sont élus au suffrage direct pour 2 ans et rééligibles, par les citoyens actifs de la commune âgés d'au moins 25 ans, contribuables payant une contribution au moins égale à 3 journées de travail dans la commune. Sont éligibles ceux qui paient un impôt équivalent au moins à dix journées de travail.
De 1799 à 1848, La constitution du 22 frimaire an VIII (13 décembre 1799) revient sur l’élection du maire, les maires sont nommés par le préfet pour les communes de moins de 5 000 habitants. La Restauration instaure la nomination des maires et des conseillers municipaux. Après les lois organiques 1831, les maires sont nommés (par le roi pour les communes de plus de 3 000 habitants, par le préfet pour les plus petites), mais les conseillers municipaux sont élus au suffrage censitaire pour six ans.
Du 3 juillet 1848 à 1851, les maires sont élus par le conseil municipal pour les communes de moins de 6 000 habitants.
De 1851 à 1871, les maires sont nommés par le préfet, pour les communes de moins de 3 000 habitants et pour 5 ans à partir de 1855. Après 1871, les maires sont de nouveau élus, sauf dans les chefs-lieux (de départements, d'arrondissements ou de cantons).
Ce n'est que le 28 mars 1882, qu'une loi sur l’organisation municipale (encore en vigueur) est votée, et qui régit le principe de l'élection du maire et des adjoints par le conseil municipal, quelle que soit l'importance de la commune (sauf pour Paris). La loi du 5 avril 1884 fixe le mandat à quatre ans, durée portée le 10 avril 1929 à six ans.

### Liste des maires
| Période                                  | Période  | Identité      | Étiquette | Qualité     |
| ---------------------------------------- | -------- | ------------- | --------- | ----------- |
| 2005                                     | En cours | Robert Maigre | DVD       | Agriculteur |
| Les données manquantes sont à compléter. |          |               |           |             |

### Région
À la suite de la réforme administrative de 2014 ramenant le nombre de régions de France métropolitaine de 22 à 13, la commune appartient depuis le 1er janvier 2016 à la région Nouvelle-Aquitaine, dont la capitale est Bordeaux. De 1972 au 31 décembre 2015, elle a appartenu à la région Poitou-Charentes, dont le chef-lieu était Poitiers.

### Canton
La commune appartient au canton de Saintonge Estuaire. Elle a appartenu jusqu'en 1802 à l'éphémère canton de Mortagne-sur-Gironde, puis au canton de Cozes jusqu'au mois de mars 2015.

### Intercommunalité
Barzan est une des 33 communes de la communauté d'agglomération Royan Atlantique.

## Démographie

### Évolution démographique
L'évolution du nombre d'habitants est connue à travers les recensements de la population effectués dans la commune depuis 1793. Pour les communes de moins de 10 000 habitants, une enquête de recensement portant sur toute la population est réalisée tous les cinq ans, les populations de référence des années intermédiaires étant quant à elles estimées par interpolation ou extrapolation. Pour la commune, le premier recensement exhaustif entrant dans le cadre du nouveau dispositif a été réalisé en 2007.

En 2022, la commune comptait 470 habitants, en évolution de −0,21 % par rapport à 2016 (Charente-Maritime : +4,04 %, France hors Mayotte : +2,11 %).
| 1793 | 1800 | 1806 | 1821 | 1831 | 1836 | 1841 | 1846 | 1851 |
| ---- | ---- | ---- | ---- | ---- | ---- | ---- | ---- | ---- |
| 375  | 555  | 715  | 611  | 606  | 637  | 621  | 649  | 641  |

| 1856 | 1861 | 1866 | 1872 | 1876 | 1881 | 1886 | 1891 | 1896 |
| ---- | ---- | ---- | ---- | ---- | ---- | ---- | ---- | ---- |
| 624  | 570  | 577  | 554  | 568  | 580  | 564  | 574  | 571  |

| 1901 | 1906 | 1911 | 1921 | 1926 | 1931 | 1936 | 1946 | 1954 |
| ---- | ---- | ---- | ---- | ---- | ---- | ---- | ---- | ---- |
| 527  | 546  | 537  | 432  | 401  | 420  | 400  | 388  | 414  |

| 1962 | 1968 | 1975 | 1982 | 1990 | 1999 | 2006 | 2007 | 2012 |
| ---- | ---- | ---- | ---- | ---- | ---- | ---- | ---- | ---- |
| 431  | 378  | 344  | 371  | 410  | 428  | 449  | 451  | 467  |

| 2017 | 2022 | - | - | - | - | - | - | - |
| ---- | ---- | - | - | - | - | - | - | - |
| 470  | 470  | - | - | - | - | - | - | - |

### Pyramide des âges
La population de la commune est relativement âgée.
En 2018, le taux de personnes d'un âge inférieur à 30 ans s'élève à 21,7 %, soit en dessous de la moyenne départementale (29 %). À l'inverse, le taux de personnes d'âge supérieur à 60 ans est de 50,9 % la même année, alors qu'il est de 34,9 % au niveau départemental.
En 2018, la commune comptait 219 hommes pour 248 femmes, soit un taux de 53,1 % de femmes, légèrement supérieur au taux départemental (52,15 %).
Les pyramides des âges de la commune et du département s'établissent comme suit.
| Hommes | Classe d’âge | Femmes |
| ------ | ------------ | ------ |
| 4,6    | 90 ou +      | 10,1   |
| 10,1   | 75-89 ans    | 21,2   |
| 29,4   | 60-74 ans    | 25,6   |
| 17,3   | 45-59 ans    | 14,9   |
| 12,6   | 30-44 ans    | 10,1   |
| 14,3   | 15-29 ans    | 9,1    |
| 11,8   | 0-14 ans     | 8,9    |

| Hommes | Classe d’âge | Femmes |
| ------ | ------------ | ------ |
| 1,1    | 90 ou +      | 2,6    |
| 10,1   | 75-89 ans    | 12,6   |
| 22     | 60-74 ans    | 23,2   |
| 20,1   | 45-59 ans    | 19,7   |
| 16,1   | 30-44 ans    | 15,6   |
| 15,2   | 15-29 ans    | 12,7   |
| 15,4   | 0-14 ans     | 13,6   |

## Économie
La commune est au cœur d'un bassin d'emploi particulièrement attractif, la zone d'emploi de Royan (issue de la partition de l'ancienne zone d'emploi Saintonge maritime, qui regroupait de nombreuses communes du Pays Rochefortais, du Pays Marennes-Oléron et du Pays Royannais), forte de 27 753 emplois en 2008. La zone d'emploi de Royan est, avec celle de La Rochelle, la plus dynamique de la région Poitou-Charentes, toutes deux profitant « d'un tissu économique et d'une démographie dynamiques » (Insee). La croissance y est particulièrement soutenue, du fait du développement des activités tertiaires.
L'économie de la commune est encore largement dominée par l'agriculture et la viticulture, même si le tourisme se développe rapidement, du fait de la présence du site gallo-romain de Novioregum. Celui-ci, peu à peu mis en valeur, est à l'origine d'un musée archéologique, avec présentation de vestiges issus du site, ainsi que de maquettes permettant de se représenter la ville à l'époque romaine.
Touchant 18,2 % de la population active en 1999, le taux de chômage est relativement élevé. Le taux d'activité des personnes entre 20 et 59 ans s'établit à 77 %, ce qui est inférieur à la moyenne nationale, laquelle est de 82,2 %. Le taux de personnes retraitées est sensiblement supérieur aux chiffres nationaux, soit 31,8 % pour 18,2 %. Les retraités dépassent les actifs, qui ne forment que 28,3 % de la population (contre 45,2 % à l'échelle nationale) et les jeunes scolarisés, qui sont 15 %, contre 25 % en moyenne dans le reste du pays. Parmi les actifs, agriculteurs, professions intermédiaires et ouvriers sont les mieux représentés : ils forment chacun 22,9 % de la population. Viennent ensuite les employés (20 %) et les artisans et chefs d'entreprises, qui ne forment que 5,7 %.
Les revenus moyens par ménage sont inférieurs aux chiffres nationaux. Ils sont de 13 422 € / an contre 15 027 € / an. En revanche, le taux de personnes propriétaires de leur logement est supérieur à la moyenne nationale (77,5 % contre 55,3 %).

## Lieux et monuments

### Site gallo-romain du Fâ

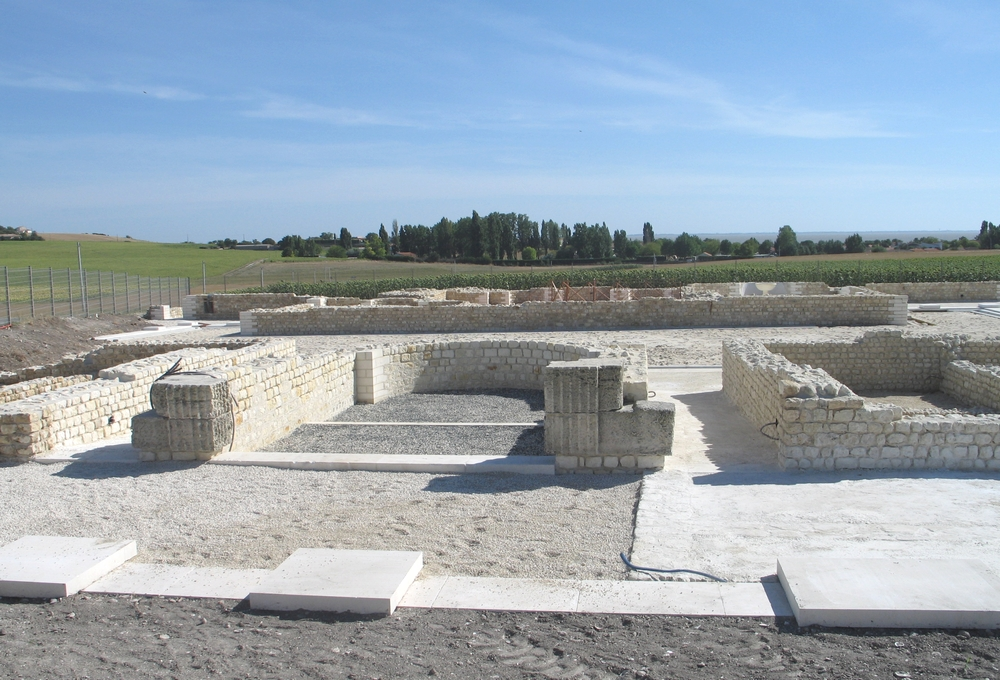
Les thermes

Ce site, dont le nom dérive sans doute de fanum (temple), est connu depuis le XVIIIe siècle (travaux de Claude Masse), mais son ampleur ne fut révélée qu'à partir de 1975 (prospections aériennes de Jacques Dassié).
La trame urbaine s'étend sur une quarantaine d'hectares. On y trouve les vestiges d'une ville portuaire gallo-romaine, comprenant temples, rue principale, entrepôts, thermes, port...
Le site, d'abord propriété privée, a été racheté par la municipalité en 1993. Une association s'est créée (ASSA Barzan), et l'ouverture au public décidée en décembre de la même année.
Des fouilles sont en cours depuis 1995, principalement par l'université Bordeaux III et par l'université de La Rochelle. Un syndicat mixte (commune, département) a été créé pour l'acquisition de la zone classée et la mise en valeur tant scientifique que touristique du site.

### Église Saint-Pierre

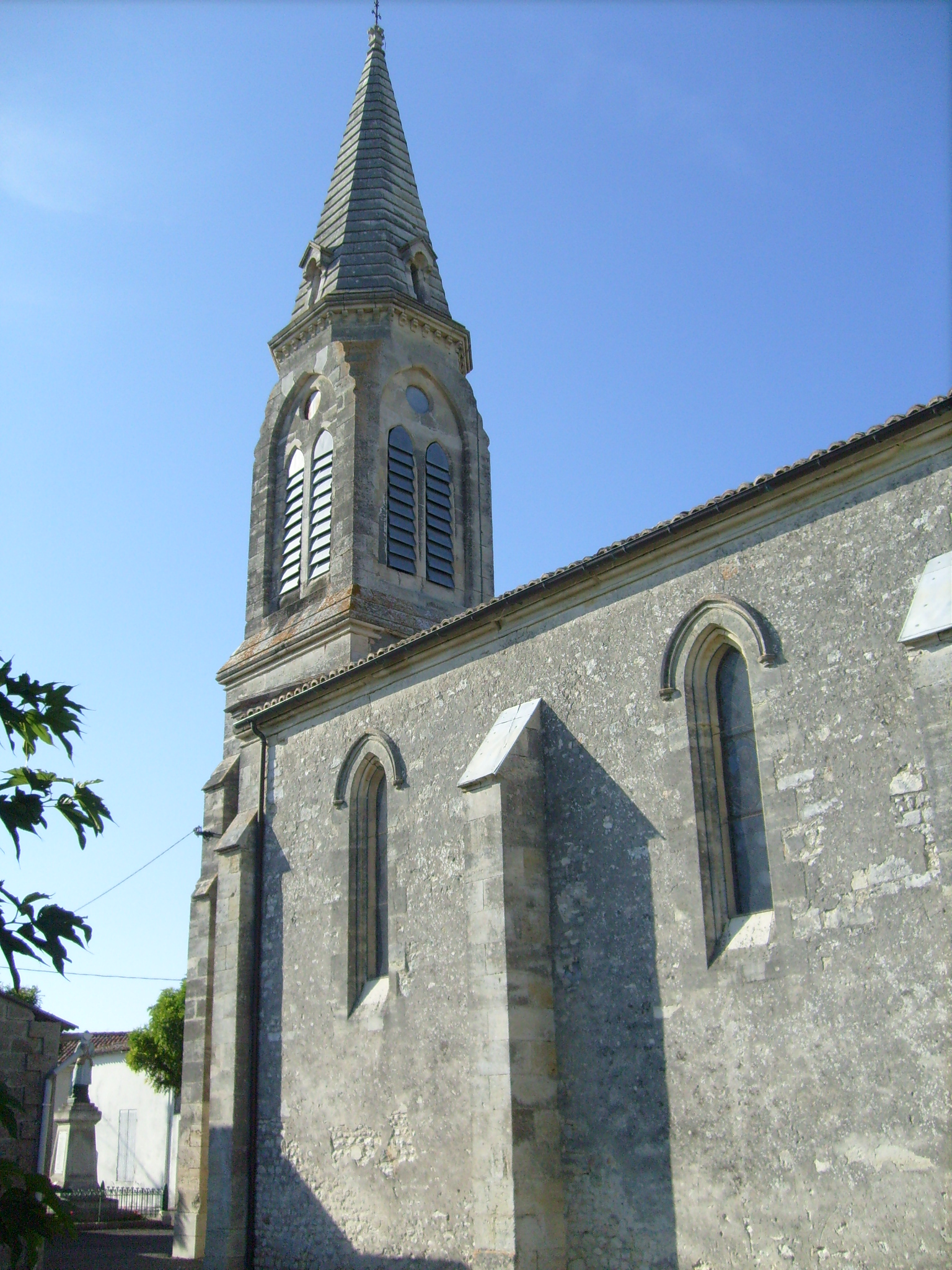
L'église Saint-Pierre

Cet édifice fut construit entre 1875 et 1879, afin de remplacer une ancienne église datant du XIIe siècle, déjà remaniée au XVIIe siècle, dont le conseil municipal vota la démolition pour cause de vétusté. Lors de la démolition de l'édifice, des sarcophages au couvercle en bâtière furent mis au jour. Datant du Moyen Âge, ils révélèrent deux lames de poignard en fer et des fragments de vases, mêlés aux ossements.
L'érection du nouveau sanctuaire fut confiée à l'architecte Gustave Alaux, lequel avait déjà œuvré à la construction de plusieurs églises dans la région bordelaise, ainsi qu'à l'église de Mortagne-sur-Gironde, à quelques kilomètres de la commune.
Cet édifice de style néo-gothique, reprenant un plan en forme de croix latine, est constitué d'une nef unique de trois travées, entièrement voûtée d'ogives, éclairée par six larges baies ogivales ornées de vitraux exécutés par le maître-verrier E. Lagrange. Six contreforts en pierre de taille épaulent la nef.
Un transept et une abside à pans coupés complètent le sanctuaire, qui fut consacré en 1879.
 Le clocher-porche, à trois niveaux, est surmonté d'une flèche de pierre de forme octogonale dominant le bourg.

### Obélisque de La Garde
Ce monument, situé au sommet de la colline de la Garde, fut construit au XIXe siècle afin de servir d'amer. Situé au milieu des vignes, il forme une sorte d'obélisque en pierre de taille mesurant environ 5 mètres 50.

### Mairie et ancienne école

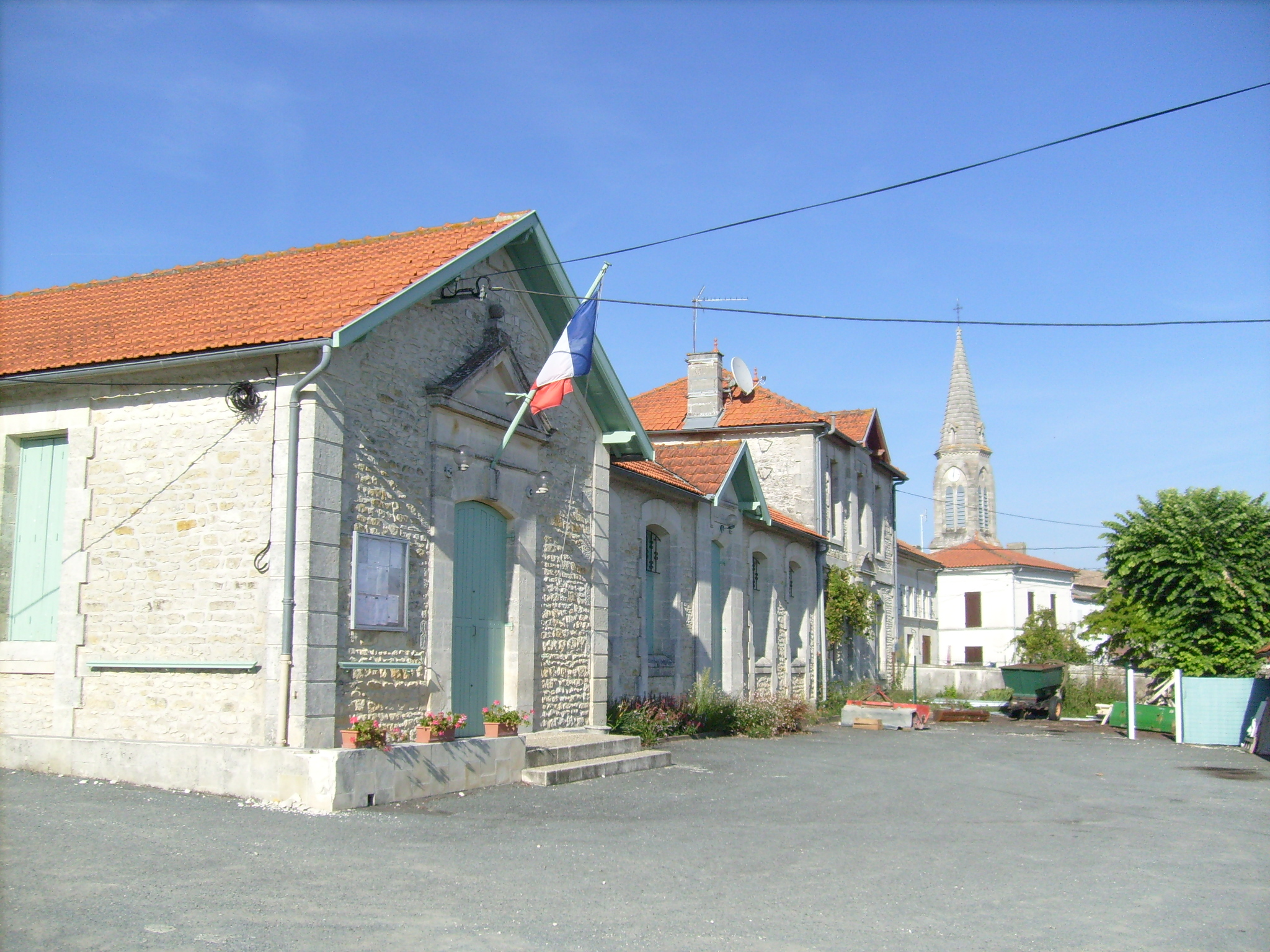
Mairie et ancienne école

Au début du XIXe siècle, dans les communes rurales, la mairie et l'école communale étaient souvent situées dans un même bâtiment. À Barzan, les travaux, dirigés par l'architecte saintais Georges Naud, très actif dans le canton, furent effectués en deux temps : une première campagne entre 1904 et 1906, suivie d'un agrandissement du bâtiment entre 1907 et 1908, afin d'abriter le logement de l'instituteur.
Cet édifice très simple, de plain-pied, se compose d'un corps de bâtiment de cinq travées, couvert de tuiles romanes, flanqué d'un pavillon en saillie de même facture.

### Monument aux morts
Le monument aux morts est érigé en 1922 sur la place de l'Église. Il est surmonté de la statue polychrome en fonte du Poilu au repos, réalisée par Étienne Camus.
Ce monument fut commandé à une entreprise située dans le département du Nord, à Jeumont, puis monté sur un piédestal érigé par un entrepreneur local.

### Le port des Monards

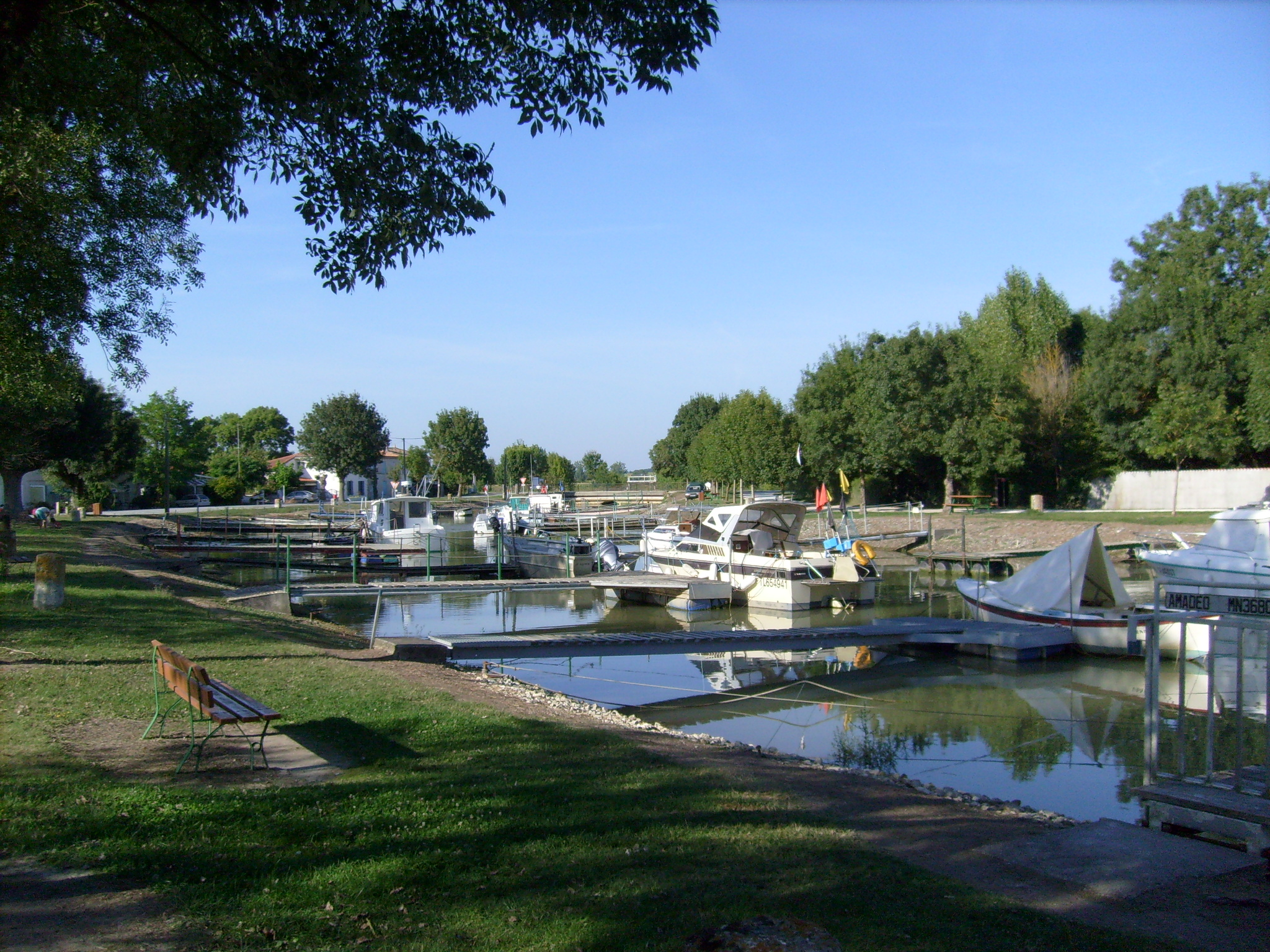
Le port des Monards.

Le hameau des Monards abrite le port de la commune, établi le long d'un chenal tributaire de la Gironde. Autrefois port de pêche et station de pilotage sur l'estuaire, il est cité dès 1681. Au XIXe siècle, ce petit port fut particulièrement actif, exportant farines, céréales, vin, eaux-de-vie et important notamment de la houille venue d'Angleterre. Ce port est aujourd'hui partiellement reconverti en port de plaisance. Celui-ci se compose de deux bassins totalisant 78 anneaux.
Le hameau renferme plusieurs maisons anciennes, dont les origines remontent aux XVIIe et XVIIIe siècles pour les plus anciennes, ainsi qu'un ancien moulin à marée. Deux auberges sont implantées de part et d'autre du port.
Une entreprise d'extraction et de vente de sable et de granulats est basée dans le hameau, en bordure de l'estuaire de la Gironde.

### Barzan-Plage
Le site de Barzan-plage regroupait un petit complexe balnéaire, situé en bordure de la baie de Chant-Dorat. Un centre de loisirs, appelé Therm'océan, composé de trois piscines, jouxtait un centre thermal. En 2013, ce centre est rasé.

### Aux alentours
Située non loin de la Côte de beauté, la commune n'est qu'à quelques minutes de voiture des stations balnéaires de Meschers-sur-Gironde, Saint-Georges-de-Didonne ou Royan. Le village de Talmont-sur-Gironde, à 5 kilomètres du centre-bourg, est une ancienne bastide anglaise édifiée sur une falaise dominant l'estuaire : classé parmi les cent plus beaux villages de France, c'est un site touristique majeur de la région. Barzan, autrefois situé sur l'une des routes de Saint-Jacques de Compostelle, est entouré d'églises romanes, mais aussi de vignobles. Enfin, le port de Saint-Seurin d'Uzet, situé à quelques kilomètres au sud de la commune, fut au début du XXe siècle l'une des capitales européennes du caviar.

## Équipements et services

### Enseignement
La commune ne possédant plus d'école, les enfants du village sont principalement scolarisés au groupe scolaire de la commune voisine d'Arces-sur-Gironde. Une ligne de bus permet également de rejoindre le collège du canton, localisé à Cozes. Les lycées les plus proches sont ceux de Royan et de Saintes.

### Santé
Les services de santé sont localisés à Cozes, le chef-lieu du canton, ainsi qu'à Meschers-sur-Gironde. Les centres hospitaliers les plus proches sont ceux de Royan et de Saintes. Une caserne des pompiers est située à Meschers-sur-Gironde.
La commune est dotée d'une maison de retraite, Les Jardins de l'estuaire.

## Vie locale

### Cultes
L'église de Barzan intègre la paroisse Notre-Dame de l'Estuaire, laquelle regroupe plusieurs lieux de cultes disséminés dans le canton de Cozes. Les messes ne sont célébrées que de manière occasionnelle en l'église de Barzan ; cependant, un service a lieu le dimanche en l'église de Cozes, à 11 heures.
Le village de Barzan ne compte pas de temple protestant : les plus proches sont situés à Cozes et à Meschers-sur-Gironde.

### Associations communales
Le village regroupe plusieurs associations. La plus connue est l'ASSA Barzan, chargée de la promotion du patrimoine communal ainsi que de la gestion du site archéologique du Fâ. La commune compte également un club de ball-trap, une association de chasse, un comité des fêtes, une amicale du troisième âge et un club de pétanque. Durant l'été, des manifestations (« sardinade », bals, concours de pétanque) sont régulièrement organisées.

### Télévision
Du fait de sa situation géographique au cœur d'une région parsemée de collines, la réception de la TNT reste très aléatoire, malgré la présence d'un émetteur de moyenne puissance situé à Vaux-sur-Mer, à l'ouest de l'agglomération royannaise. Celui-ci couvre principalement la partie nord de la commune, incluant le hameau de Barzan-plage. L'émetteur de Vaux-sur-Mer permet la réception des 18 chaînes nationales gratuites, incluant la déclinaison locale de France 3 Poitou-Charentes, France 3 Atlantique. Le reste de la commune est également couvert par la TNT, cependant la réception est plus aléatoire. L'émetteur de référence est celui de Bordeaux-Bouliac, diffusant les 18 chaînes gratuites, la version locale de France 3 Aquitaine (France 3 Bordeaux-Métropole) ainsi que la télévision locale TV7 Bordeaux.

## Pour approfondir